# Fazle Kaderi Mohammad Abdul Munim
Fazle Kaderi Mohammad Abdul Munim', également connu sous le nom de FKMA Munim né le 1er décembre 1924 et décédé le 16 février 2001, est un juriste bangladais qui a été le quatrième président de la Cour suprême du Bangladesh, juge en chef, du 12 avril 1982 au 30 novembre 1989,  et l'ancien chef de la Commission juridique du Bangladesh.

## Jeunesse
Munim est né le 1er décembre 1924 à Dacca, au Bengale oriental, en Inde britannique. En 1951, il rejoint le barreau de la Haute Cour de Dacca. Il obtient son Master of Laws et son doctorat de recherche à l'université de Londres en 1960.

## Carrière
En 1964, Munim a commencé à exercer en tant qu'avocat à la Cour suprême du Pakistan. Il était membre du conseil provincial du barreau du Pakistan oriental et du conseil national du barreau du Pakistan. En 1970, il a été nommé avocat général du Pakistan oriental. En 1970, il est devenu juge à la Haute Cour de Dacca. Après l'indépendance du Bangladesh, il est devenu juge à la Haute Cour du Bangladesh. Il a été nommé secrétaire du ministère du droit, de la justice et des affaires parlementaires et a été étroitement associé à la rédaction de la Constitution du Bangladesh,.
En 1976, Munim est nommé juge à la Cour suprême du Bangladesh. Il a été nommé juge en chef du Bangladesh en 1982 et a pris sa retraite en novembre 1989. Le 6 août 1996, il a été nommé président de la commission juridique du Bangladesh. Il a démissionné de la commission le 31 décembre 1997 pour des raisons de santé.
En 1996, le gouvernement de la Ligue Awami a formé un comité dirigé par le secrétaire juridique de l'époque, Amin Ullah, afin d'examiner l'aspect juridique de la suppression de l'ordonnance sur l'immunité. Le comité a décidé qu'aucun amendement constitutionnel n'était nécessaire pour supprimer l'ordonnance. Elle pourrait être abrogée par un vote majoritaire au Parlement, de la même manière que les seize lois ou actes de l'amendement ont été abrogés, a déclaré la commission. La commission juridique dirigée par l'ancien juge en chef Fazle Kaderi Mohammad Abdul Munim a soutenu le rapport de la commission.